# Adriaan Katte
Adriaan Johan Louis Katte (Amsterdam, 24 juni 1900 – Bennebroek, 4 juni 1991) was een Nederlands hockeyer, die met de nationale hockeyploeg de zilveren medaille won bij de Olympische Spelen in Amsterdam (1928).
In de finale verloor Katte met zijn teamgenoten van het destijds oppermachtige Brits-Indië. Hij stierf in 1991 op 90-jarige leeftijd.
Jan Ankerman · 
Jan Brand · 
Emile Duson · 
Gerrit Jannink · 
Adriaan Katte · 
August Kop · 
Paul van de Rovaart · 
Ab Tresling · 
Robert van der Veen · 
Hendrik Philip Visser 't Hooft · 
Rein de Waal · 
C. J. J. Hardebeck · 
T. F. Hubrecht · 
G. Leembruggen · 
H. J. L. Mangelaar Meertens · 
Otto Muller von Czernicki · 
W. J. van Citters · 
C. J. van der Hagen · 
Tonny van Lierop · 
J. J. van Tienhoven van den Bogaard · 
J. M. van Voorst van Beest · 
N. Wenholt · 
Coach: Jaap Quarles van Ufford